# 적색거성
적색거성(赤色巨星, red giant)은 헤르츠스프룽-러셀 도표에 따른 항성 분류에서 작거나 중간 정도의 질량을 가진 밝고 거대한 별이다. 항성진화의 후기 단계에 있다. 바깥 대기는 밀도가 낮다. 반지름은 매우 크지만 표면 온도는 5,000 K보다 낮다. 적색거성의 색깔은 누르스름한 오렌지색에서 적색까지로, 분광형으로는 K형과 M형이지만 S형 별과 대부분의 탄소별도 포함된다.
가장 흔한 적색거성은 적색거성가지(red giant branch, RGB)의 끝부분 가까이에 있는 별로, 축퇴된 헬륨핵 근처의 껍질에서 수소를 헬륨으로 융합한다. 다른 적색거성으로는 수평가지의 온도의 절반으로 중심핵에서 삼중알파과정을 통해 헬륨을 탄소로 융합하는 적색군이 있고, 축퇴된 탄소-산소핵 외곽의 헬륨 연소 껍질을 가지면서 때때로 수소 연소 껍질을 가지는 점근거성가지(AGB) 별이 있다.
가장 가까운 적색거성으로 태양계로부터 88 광년 떨어진 남십자자리 감마가 있지만, 태양계에서 36광년 떨어진 오렌지색 거성인 아크투루스도 적색거성으로 언급된다.

## 물리적 특징

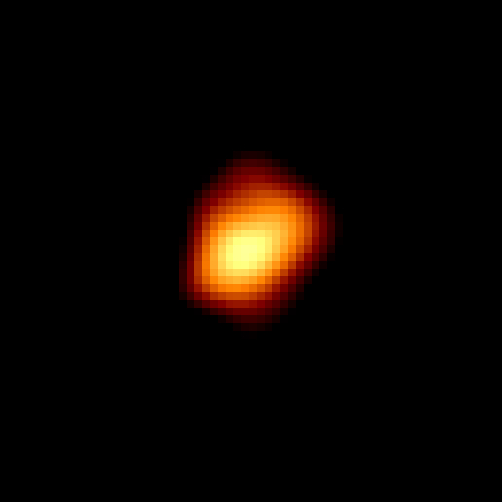
적색거성 미라

적색거성은 중심핵에서 수소가 소진되어 핵을 둘러싼 껍질에서 수소의 열핵융합이 일어나는 별로, 태양의 수십에서 수백 배 정도의 반지름을 가지고 있다. 그러나, 이들의 외곽 껍질의 온도는 그보다 더 낮기 때문에 불그스름한 오렌지색을 띤다. 껍질의 에너지 밀도는 낮지만, 적색거성은 매우 크기 때문에 태양보다 훨씬 밝다. 적색거성 가지의 별의 광도는 태양 광도(L☉)의 수백 배에 해당하며, 분광형은 K형 또는 M형이고, 표면온도는 3,000~5,000K, 직경은 태양 직경(R☉)의 10~100 배이다. 수평가지에 있는 별은 그보다 뜨겁고, 점근거성가지에 있는 별은 태양의 약 천 배 이상 밝지만, 두 유형 모두 적색거성가지에 있는 별보다 드물다.
점근거성가지의 별에 속하며 탄소와 다른 원소를 형성하는 C-N형과 말기 C-R형의 탄소별은 내부에서 표면까지 대류를 하는데, 이를 준설이라 부른다. 첫번째 준설은 적색거성가지에서 수소 껍질 연소 기간에 발생하지만, 표면에 탄소를 많이 만들지는 못한다. 두번째 준설과, 때때로 세번째로 불리는 준설은 점근거성가지에서 헬륨 껍질 연소 기간에 발생하고 충분히 무거운 별의 표면까지 탄소를 끌어올린다.
적색거성의 가지는 많은 도해에서 보는 묘사에 비해서 뚜렷하게 윤곽이 드러나지 않는다. 자세히 말하자면, 껍질이 가지는 매우 작은 질량 밀도로 인해서 그러한 별들에서는 윤곽이 잘 드러난 광구가 없고, 별 자체는 서서히 '코로나'로 전이한다. 매우 차가운 적색거성은 분자선과 메이저 그리고 가끔씩 방출을 보여주는 복잡한 스펙트럼을 가지고 있다.
적색거성의 또다른 주목할 만한 특징은 광구에서 많은 수의 작은 대류 세포(쌀알무늬)를 가지는 태양과 같은 별과 달리, 적색거성의 광구는 적색초거성과 마찬가지로 몇 개의 거대한 세포만 가지고 있다는 것으로, 대류 세포는 앞의 두 유형의 별에서 흔히 볼 수 있는 밝기 변동을 야기한다.

## 진화

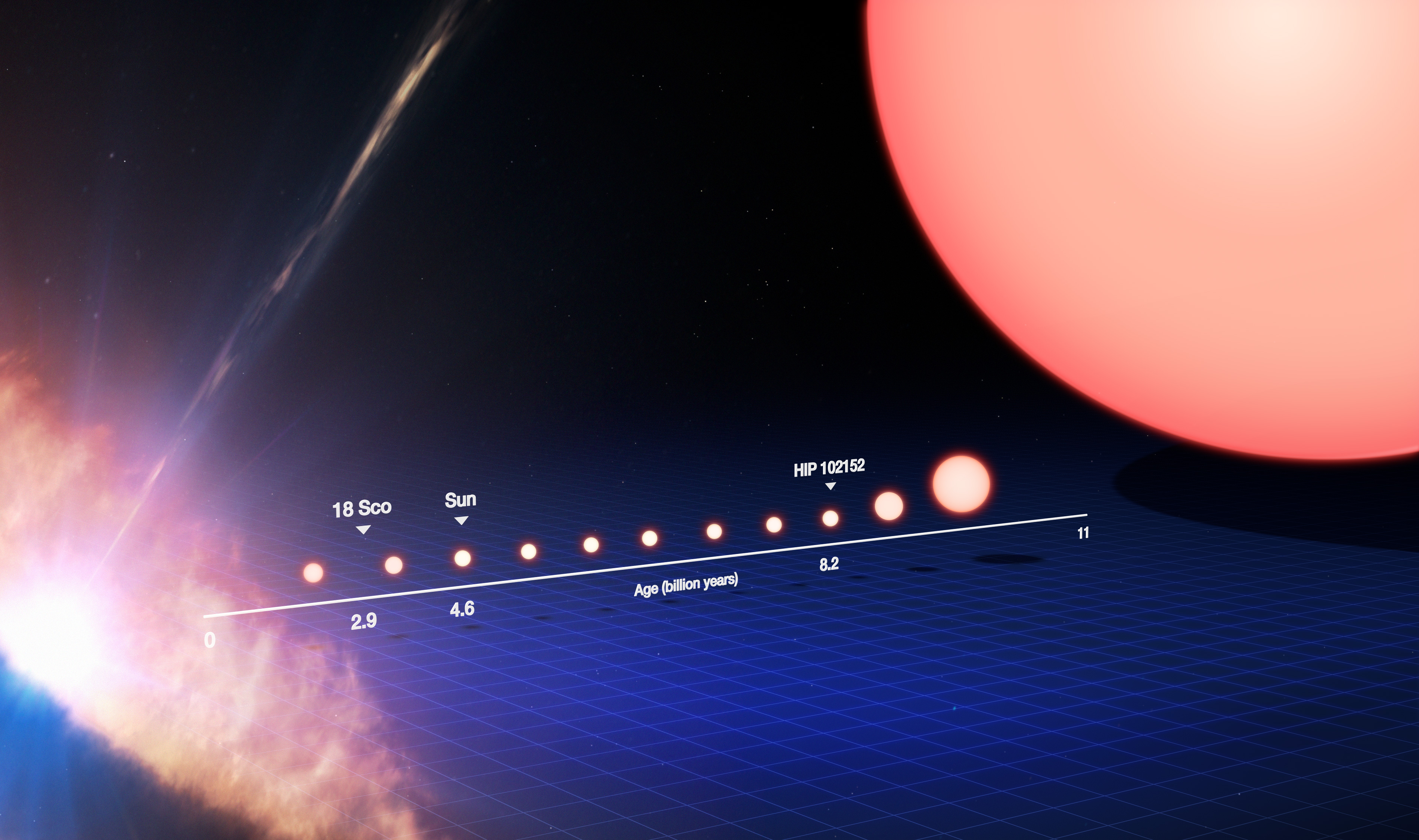
태양과 비슷한 항성이 겪게 될 일생을 나타낸 그림. 왼쪽은 별이 태어나는 단계이며, 주계열을 지나 오른쪽으로 수십억 년에 걸쳐 적색거성으로 진화한다.

적색거성은 0.25M☉~8M☉의 범위의 질량을 가진 주계열성에서 진화한다. 처음에 성간물질의 분자운이 뭉쳐져 별이 생길 때, 별은 주로 수소와 헬륨, 그리고 적은 양의 "금속"(이는 별의 구조에서 간단하게 수소와 헬륨이 아닌, 원자번호 2보다 큰 원소로 표현)을 포함한다. 이러한 원소들은 별의 도처에 균일하게 혼합된다. 중심핵이 수소 융합을 하기에 충분할 정도로 높은 온도(수백만 도)에 이르고 유체 정역학적 평형 상태를 이룰 때에 별은 주계열에 이른다. 주계열 기간에 별은 핵융합을 통해 중심핵의 수소를 서서히 헬륨으로 전환하고, 중심핵의 수소가 거의 다 융합되었을 때는 주계열 기간이 끝난다. 태양의 경우에 주계열 수명은 약 100억 년이다. 더 무거운 별들은 더욱 빠르게 핵융합이 일어나기 때문에 가벼운 별보다 주계열 수명이 짧다.
별이 중심핵의 수소를 소진하면 핵반응은 더 이상 지속되지 않으므로 중심핵은 자체의 중력에 의해 수축하기 시작하고, 이 과정을 통해 온도, 압력, 밀도가 상승한다. 중심핵의 밀도가 상승하면서 외부에 남아있던 수소가 핵융합을 일으키기에 충분한 고온 고압의 중심핵 근처 껍질로 모여 핵융합이 다시 일어난다. 높은 온도는 반응속도의 증가를 유발하여, 별의 광도를 1,000~10,000배 만큼 증가시킨다. 그러면 별의 외포층은 크게 팽창하고 별은 일생에서 적색거성 단계에 진입한다. 별이 팽창함으로써, 핵융합으로 방출되는 에너지는 이전보다 훨씬 커진 표면으로 분산된다. 그 결과 표면온도는 낮아지고 별에서 방출되는 가시광선은 붉은색 쪽으로 치우치게 되는데, 이 때문에 오렌지색으로 보이는 별들도 '적색' 거성으로 불린다. 이때, 별은 헤르츠스프룽-러셀 (H-R) 도표의 적색거성가지를 오르고 있다고 언급된다. 외포층은 융합으로 생산된 에너지를 대류의 방법을 통해 표면으로 전달한다. 대류는 별의 일생에서 내부(중심핵은 아님)에서의 핵융합으로 드러난 물질을 별의 표면으로 최초로 운반하도록 만든다. 이러한 사건은 첫번째 준설이라고 불린다.
적색거성가지를 따라 이동하는 별의 진화경로는 별의 질량에 따라 중심핵의 완전한 붕괴로 끝을 맺는다. 태양 질량의 1~2배 (1~2M☉)인 작은 별의 경우 핵은 전자의 축퇴압이 더 이상의 붕괴를 허용하지 않을 정도로 충분히 밀도가 높게 된다. 일단 중심핵이 축퇴되면 핵은, 삼중알파과정을 통해 헬륨을 탄소로 융합하는데 충분한 온도인 약 108 K까지 이를 정도로 가열을 계속한다. 축퇴된 중심핵이 이 온도에 이르면 중심핵 전체에서 일제히 헬륨이 융합되기 시작하는데, 이는 소위 헬륨섬광이라 불린다. 더 무거운 별에서는 붕괴하는 핵이 축퇴상태가 되기에 충분할 정도로 밀집하기 전에 108 K에 이르게 된다. 그래서 헬륨 융합은 더욱 조용하게 시작되고, 헬륨섬광을 일으키지 않는다. 별이 중심핵의 헬륨을 융합하면, 별은 수축하여 더 이상 적색거성으로 간주되지 않는다. 별의 일생에서 중심핵의 헬륨 융합 단계는 금속 함량이 부족한 별에서 수평가지라고 불린다. 그러한 별들이 많은 성단은 HR 도표 상에서 거의 수평으로 선을 그리는 위치해 있기 때문에 붙은 이름이다. 금속이 풍부한 헬륨 융합 별은 H-R 도표에서 수평가지 대신에 소위 적색군이라 불리는 곳에 위치해 있다.
헬륨 융합을 시작하기에 충분한 무게를 가진 별에서 중심의 헬륨이 고갈되어 별이 다시 붕괴할 때, 바깥 껍질의 융합을 야기하는 위와 유사한 과정이 일어난다. 동시에 핵융합중인 헬륨 껍질의 바로 바깥에 있는 껍질에서 수소도 융합이 이루어진다. 이는 별을 두번째 적색거성 단계인 점근거성가지로 이끈다. 헬륨 융합의 결과로 탄소-산소 핵이 만들어진다. 약 8M☉ 이하의 별은 축퇴된 탄소-산소 핵에서의 융합을 시작할 수 없다. 대신에, 점근거성가지 단계의 끝에서 별은 자신의 외곽 껍질을 방출하여 행성상성운을 형성하고, 최종적으로 백색왜성이 되는 중심핵을 노출시킬 것이다. 외곽 물질의 방출과 행성상성운의 형성은 별의 진화에서 적색거성 단계의 최종 단계이다. 적색거성 단계는 태양질량의 별에서 일반적으로 총 약 10억 년 동안만 지속되고, 그 기간의 거의 대부분은 적색거성가지에서 보낸다. 수평가지와 점근거성가지 단계는 열 배 빠르게 진행된다.
0.25~0.5 M☉의 별은, 적색거성이 되기에 충분히 무겁지만 헬륨 융합을 착수할 만큼 충분한 질량을 가지지 못한다. 이러한 "중간형" 별들은 어느정도 차가워지고 밝아지긴 하지만 적색거성가지의 첨단부에 이르거나 헬륨핵 섬광을 일으킬 수 없다. 적색거성가지의 상승이 끝날 때 이들은 후-점근거성가지의 별처럼 외포층을 방출하고 백색왜성이 된다.

### 적색거성이 되지 않는 별
매우 작은 질량의 별은 내부 전체가 대류하고 있고 수조 년 동안 별 전체에 있는 수소를 작은 부분까지 남김 없이 소진할 때까지 수소에서 헬륨으로의 융합을 지속한다. 그 시간 동안 광도와 온도는 더 무거운 주계열성에서와 같이 점점 증가하는데, 온도는 약 50% 정도까지, 광도는 약 10배까지 증가하게 된다. 결국 별이 대류층과 핵에 남은 수소를 단 수십억 년만에 소모하여 멈추는 점까지 헬륨의 양은 증가한다. 온도와 광도는 질량에 따라서 수소 껍질 연소 기간에 계속해서 증가하는데, 이 때의 별은 태양만큼 밝지는 않더라도, 막 형성되었을 때보다 수십 배 더 밝아지며 태양보다 뜨거워진다. 수십억 년이 더 지나면 수소 껍질 연소가 계속 진행 중이라 해도 이들은 어두워지고 차가워져 차가운 헬륨 백색왜성이 된다.
매우 큰 질량의 별은 HR 도표에서 수평 방향으로 왔다갔다 하는 진화경로를 따라 초거성으로 진화한다. 이들은 흔히 II형 초신성으로 일생을 마감한다. 매우 무거운 별들은 거성이나 초거성이 되지 않고 울프-레이에 별이 된다.

## 행성
행성과 함께하는 적색거성으로 알려진 것으로는, 2014년 2월 현재까지 M형의 HD 208527, HD 220074, K형 거성인 폴룩스, 세페우스자리 감마, 용자리 이오타를 포함하여 수십 개 밖에 없다.

### 생명체 거주가능 영역에 관한 가능성
예전부터 행성계의 주인별이 적색거성으로 진화하면 생명체를 품기에 부적합할 것으로 여겨졌다. 그러나 일부 연구에 따르면 태양과 비슷한 질량(1M☉)의 항성이 적색거성가지 단계를 거치면서 생명체 거주가능 영역이 2 AU 밖에서 109 년, 9 AU 밖에서 108 년 동안 유지되어 생명체가 살기 적당한 세계가 발달하기에 충분한 시간을 줄 것이라고 한다. 적색거성 단계를 거친 후에 이런 별들의 생명체 거주가능 영역은 109년 동안 7~22 AU 사이에서 형성될 것이다.

### 행성의 질량 증가
2014년 6월 기준으로, 50개의 거대 행성이 거성 근처에서 발견되어 왔다. 이러한 거대 행성은 태양과 같은 유형의 별 근처에서 발견되는 거대 행성보다 더 무겁다. 이는 거성이 태양보다 무겁기 때문으로(덜 무거운 별은 아직까지 주계열에 머물러 거성이 되지 못함) 그보다 더 무거운 별은 더 무거운 행성을 가질 것으로 추정된다. 그러나 거성 근처에서 발견되는 행성의 질량은 별의 질량과 연관되어 있지 않고 따라서 행성은 별의 적색거성 단계 동안 질량이 증가했을 수도 있다. 그러한 행성의 질량 성장은 항성풍으로 인한 흡수 때문에 부분적으로 일어난다는 것이다. 비록 적색거성이 행성의 궤도 거리까지 팽창할 때 별에서 행성으로 질량 이동을 야기하는 로슈엽 흐름이 더 큰 질량 증가 효과를 낼 수 있긴 해도 말이다.

## 잘 알려진 예
밤하늘에서 밝고 유명한 적색거성으로는 알데바란(황소자리 알파), 폴룩스(쌍둥이자리 베타), 아르크투루스(목동자리 알파), 가크룩스(남십자자리 감마)가 있고, 안타레스(전갈자리 알파)와 베텔게우스(오리온자리 알파)는 적색초거성이다.
- 미라 (ο Ceti), 점근거성가지에 있는 M형 적색거성.
- 알비레오 (β Cygni), K형 거성.
- 카시오페이아자리 4 (4 Cas), M형 거성.
- 아크투루스 (α Boötis), K형 거성.
- 폴룩스 (β Geminorum), K형 거성.

## 적색거성이 된 태양

현재 주계열성인 태양의 크기와 미래에 적색거성이 된 태양의 최대 크기 비교. 태양이 내부에 있는 수소를 전부 태우면 주계열을 떠나 적색거성으로 진화한다.

태양은 지금으로부터 약 70억 년 내로 적색거성이 될 것으로 예측되며, 그 부피는 현재 태양계 내행성들을 빨아들일 정도로 확장될 것이다. 이 상태에서 태양의 반지름은 지금의 150배에 이르게 된다. 그러나 적색거성이 된 태양은 외포층 대기가 우주 공간으로 탈출하면서 종국적으로 현 질량의 38퍼센트를 잃게 된다. 태양이 질량을 잃어감에 따라 중력은 약해져서, 화성 및 나머지 외행성들의 궤도는 지금보다 태양에서 보다 먼 곳으로 물러나게 될 것이다. 수성과 금성은 부풀어 오른 태양의 외곽 대기층과 마찰을 일으키다가 빨려들어가 최후를 맞을 것이다.
다만 지구의 운명은 확실하지 않다. 태양이 질량을 잃어버림에 따라 지구의 궤도는 1.3 ~ 1.7 천문단위까지 뒤로 물러나 태양에 포획되는 것은 피할 가능성이 있다. 그러나 최근 연구에 따르면 태양과 지구 사이의 조석 작용 때문에 지구는 태양에 가까이 끌려가며 결국 먹히고 말 것이라는 관측도 있다.
그러나 태양이 수소를 소진하고 헬륨 융합을 하는 과정에서 계속 밝고 뜨거워짐에 따라 지구의 생태계는 소멸할 것이다. 태양의 뜨거운 열로 인하여 바다는 증발하여 우주으로 달아나며 지구의 대기는 마치 지금의 금성과 같이 변한 뒤, 나중에는 모든 대기 역시 우주 공간으로 날아가게 된다. 적색거성 단계에 돌입할 즈음이면 태양의 표면온도는 낮아지지만 지구로 방출시키는 열기가 기하급수적으로 증가해 최후에는 지표면의 암석마저 녹아내려 지구는 용암 행성으로 변하게 된다.

## 같이 보기
- 청색 거성
- 적색 왜성
- 초거성
- 적색 초거성
- 적색거성가지의 첨단부
- 황색 거성